# Back of My Mind
Back of My Mind è il primo album in studio della cantante statunitense H.E.R., pubblicato il 18 giugno 2021. Il progetto discografico è stato candidato al Grammy Award all'album dell'anno.

## Descrizione
L'album di debutto della cantautrice vede la collaborazione di numerosi produttori e autori, tra cuiMike Will Made It, Hit-Boy, DJ Khaled, Tiara Thomas, Kaytranada, Thundercat e Darkchild. Il progetto vede inoltre la collaborazione di Lil Baby, Ty Dolla Sign, Bryson Tiller e Chris Brown. La cantante ha raccontato il tema che da vita all'album:
(H.E.R.)

## Promozione
Il primo estratto dall'album Slide è stato pubblicato il 27 settembre 2019. Il brano ha debuttato alla posizione numero 85 della Billboard Hot 100 nel gennaio 2020, raggiungendo in seguito la posizione numero 43, diventando la più alta entrata di H.E.R. nella classifica. Damage è stato pubblicato come secondo singolo il 21 ottobre 2020, è stato certificato doppio disco di platino dalla RIAA, venendo successivamente candidato al Grammy Award alla miglior interpretazione R&B.
Il 23 aprile 2021, H.E.R. ha pubblicato Come Through, un duetto con il cantante americanoChris Brown, come quarto singolo estratto dall'album. Il brano è stato certificato oro dalla RIAA nel settembre 2021. We Made It  è stato pubblicato come singolo promozionale dell'album l'11 giugno 2021.

## Riconoscimenti
Grammy Award
- 2022 - Candidatura alla all'album dell'anno[2]

American Music Award
- 2021 - Candidatura all'album R&B/Soul preferit0[11]

BET Award
- 2022 - Candidatura all'album dell'anno[12]

NAACP Image Award
- 2022 - Candidatura alla miglior album[13]

Soul Train Music Award
- 2022 - Candidatura all'album dell'anno[14]

## Tracce
1. We Made It – 5:14 (Gabriella Wilson, Tiara Thomas, Elijah Dias, Darhyl Camper, Ronald Colson, David Foster, Carole Bayer Sager)
2. Back of My Mind (feat. Ty Dolla Sign) – 3:41 (Gabriella Wilson, Tyrone Griffin, Darhyl Camper, Ronald Colson)
3. Trauma (feat. Cordae) – 4:31 (Gabriella Wilson, Cordae Dunston, Tiara Thomas, Chauncey Hollis)
4. Damage – 3:47 (Gabriella Wilson, Tiara Thomas, Anthony Clemons, Carl McCormick, Jeff Gitelman, James Harris, Terry Lewis)
5. Find a Way (feat. Lil Baby) – 3:17 (Gabriella Wilson, Dominique Jones, Tiara Thomas, Seandrea Sledge, Chidi Osondu)
6. Bloody Waters (feat. Thundercat) – 4:20 (Gabriella Wilson, Stephen Bruner, Latisha Hyman, Louis Celestin, Jeff Gitelman)
7. Closer to Me – 4:06 (Gabriella Wilson, Carl McCormick, Brittany Coney, Denisia Andrews, Goapele Mohlabane, Anthony Anderson, Michael Aaberg)
8. Come Through (feat. Chris Brown) – 3:34 (Gabriella Wilson, Chris Brown, Tiara Thomas, Carl McCormick, Michael Williams II, Kelvin Wooten)
9. My Own – 3:39 (Gabriella Wilson, Tiara Thomas, Daniel Traynor, Michael Orabiyi)
10. Lucky – 3:03 (Gabriella Wilson, Stacy Barthe, Darhyl Camper)
11. Cheat Code – 3:11 (Gabriella Wilson, Julia Michaels, Darhyl Camper, Asa Taccone)
12. Mean It – 3:17 (Gabriella Wilson, Charles Hinshaw, Jeff Gitelman)
13. Paradise (feat. Yung Bleu) – 2:37 (Gabriella Wilson, Jeremy Biddle, Luis Campozano, Brendan Walsh)
14. Process – 3:54 (Gabriella Wilson, Priscilla Hamilton, Gamal Lewis, Jeff Gitelman, Darhyl Camper, Ronald Colson)
15. Hold On – 3:22 (Gabriella Wilson, Tiara Thomas, Maxx Moore, Luis Campozano, Brendan Walsh)
16. Don't – 4:01 (Gabriella Wilson, Tiara Thomas, Darhyl Camper)
17. Exhausted – 3:29 (Gabriella Wilson, Nelson Bridges, Steven J. Collins, Vurdell Muller, Rodney Jerkins)
18. Hard to Love – 4:02 (Gabriella Wilson, Nasri Atweh, Jeff Gitelman)
19. For Anyone – 3:54 (Gabriella Wilson, Darhyl Camper, Hue Strother)
20. I Can Have It All (feat. DJ Khaled & Bryson Tiller) – 4:23 (Gabriella Wilson, Khaled Khaled, Bryson Tiller, Robert Williams, Tiara Thomas, Brittany Coney, Denisia Andrews, Nicholas Warwar, Tarik Azzouz, Gene Page, Billy Page, Dave Lewis)
21. Slide (feat. YG) – 3:56 (Gabriella Wilson, Keenon Jackson, Tiara Thomas, Elijah Dias, Ronald LaTour, Jermaine Dupri, Shawn Carter, Steve Arrington, Charles Carter, Waung Hankerson, Roger Parker)

Traccia bonus nell'edizione Apple Music
1. Behind H.E.R's 'Back of My Mind' – 8:21

## Classifiche

### Classifiche settimanali
| Classifica (2021) | Posizione massima |
| ----------------- | ----------------- |
| Nuova Zelanda     | 37                |
| Regno Unito       | 68                |
| Stati Uniti       | 6                 |
| Svizzera          | 83                |

### Classifiche di fine anno
| Classifica (2021) | Posizione |
| ----------------- | --------- |
| Stati Uniti       | 175       |